# Pierre Brunet (wioślarz)
Pierre André Brunet (ur. 27 lutego 1908 w Lyonie, zm. 12 maja 1979 w tamże) – francuski wioślarz, brązowy medalista olimpijski.
Wystąpił na igrzyskach olimpijskich w Los Angeles w 1932, gdzie Francuzi w składzie: Anselme Brusa, André Giriat i Pierre Brunet (sternik) zdobyli brązowy medal w dwójkach ze sternikiem. W wyścigu finałowym o 15,4 sekundy wyprzedzili ich reprezentanci USA i 10,0 sekund Polacy. Był to jego jedyny start olimpijski.
Ponadto na mistrzostwach Europy w Paryżu w 1931 zdobył złoty medal w dwójkach ze sternikiem.